# Loaíase
Loíase é uma verminose causada pela filária Loa Loa transmitida por moscas diurnas. Afeta o olho causando inflamação, dor e problemas de vista.

## Causa
É transmitida aos humanos pela mosca do cervo (Chrysops silica) ou a mosca da manga (C. dimidiata). É endêmica apenas alguns países do centro e do Oeste Africano, onde atinge cerca de 20 milhões de pessoas. Humanos servem de reservatório primário para o Loa Loa.

## Sinais e sintomas
Este nematoide é popularmente conhecido como o "verme do olho africano", porque o verme adulto pode às vezes ser visto movendo-se através da esclerótica (parte branca do olho). A migração do verme provoca severa dor ocular, inflamação e causar cegueira por alguns minutos ou várias horas. Felizmente a maioria dos casos de loíase são assintomáticos. Os primeiros sinais clínicos podem aparecer dentro de alguns meses de infecção, mas muitas vezes não aparecem por mais de uma década.

## Tratamento
O tratamento de escolha é dietilcarbamazina (DEC) por matar os vermes jovens e adultos. Albendazol às vezes é usado em pacientes que não são curadas com DEC. Certas pessoas com infecções severas possuem o risco de inflamação do cérebro quando tratados com DEC e seu uso pode causar coma ou morte. Tratamento com Ivermectina, usado para tratar oncocercose, também pode causar hemorragia na conjuntiva e retina e hematuria. Cirurgia para remover as larvas do olho pode causar alívio temporário, mas não cura a doença.